# Långtjärnen (Tysslinge socken, Närke)
Långtjärnen är en sjö i Örebro kommun i Närke och ingår i Göta älvs huvudavrinningsområde.